# Station Moortsele
Station Moortsele is een spoorwegstation op spoorlijn 122 (Melle - Geraardsbergen) voor Moortsele, een deelgemeente van Oosterzele. Het station is weliswaar gelegen op het grondgebied van Scheldewindeke. Het is nu een stopplaats.
Moortsele is een stopplaats met de gebruikelijke voorzieningen: er is een fietsenrek, een pendelaarsparking en op de niet verharde perrons staan enkele wachthuisjes van het type "Mechelen". Voor de aankoop van vervoerbewijzen kan men terecht aan de aanwezige biljettenautomaat.
Om de sporen over te steken dient de nabijgelegen overweg gebruikt te worden; er is dus geen tunnel voorzien. Naast het station ligt het natuurgebied Overstromingsgebied Moortsele.
Het Grote Treinrapport 2009 gaf de halte een 4 op 10.
Net als de andere stations op de lijn (op Balegem-Dorp en Landskouter na) werd Moortsele bij de opening van de spoorweg door de Compagnie du chemin de fer de Braine-le-Comte à Gand uitgerust met een trapgevelstation. Het is evenwel reeds lang verdwenen.

## Galerij

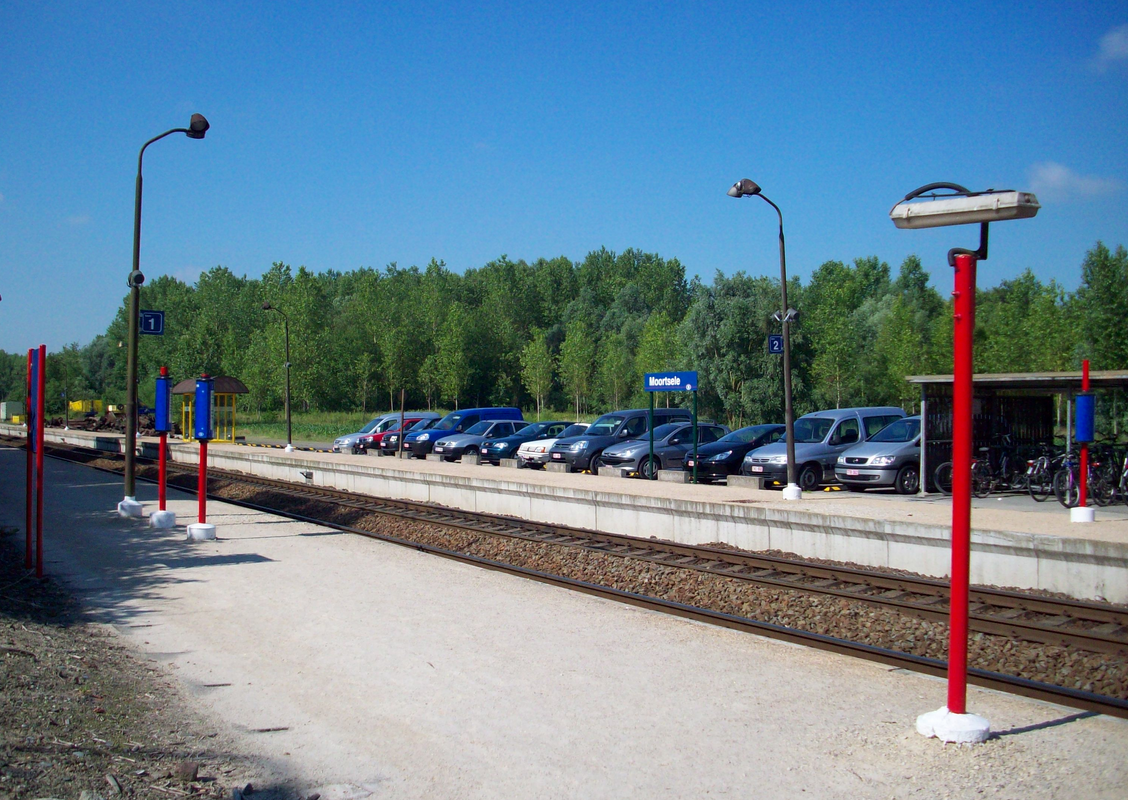
Het station in 2009
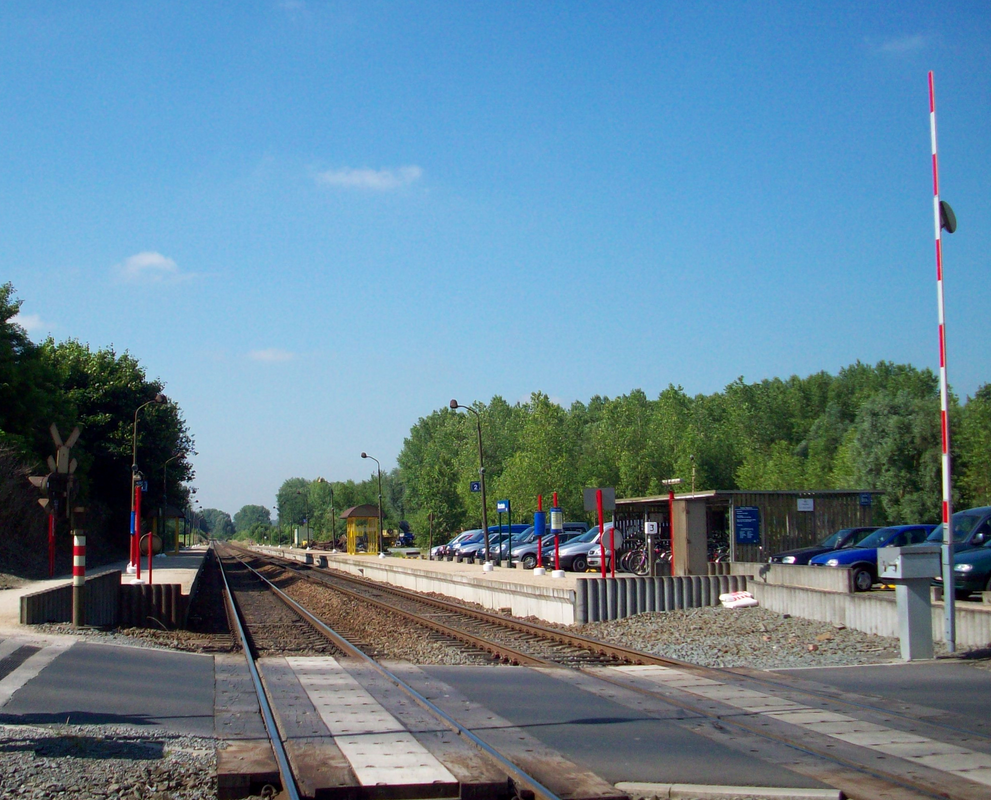
Algemeen zicht op de stopplaats
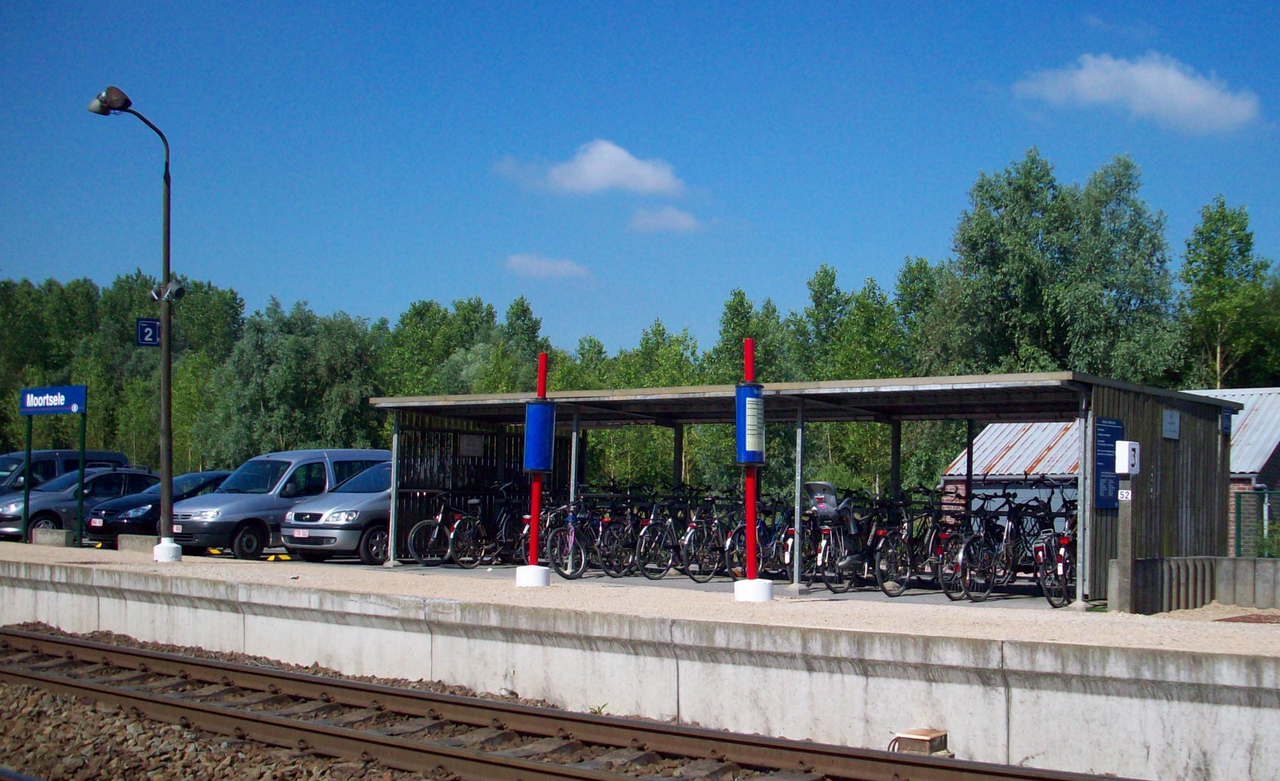
Fietsenrekken
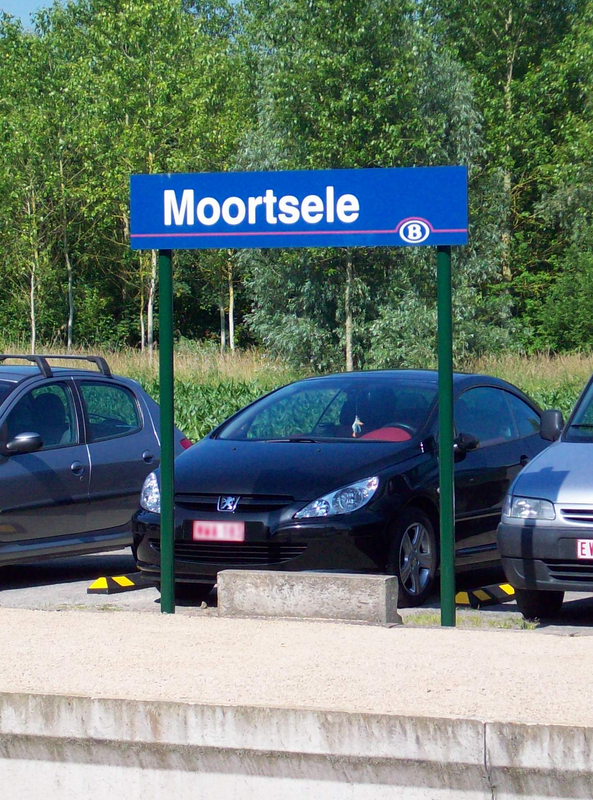
Naambord station Moortsele
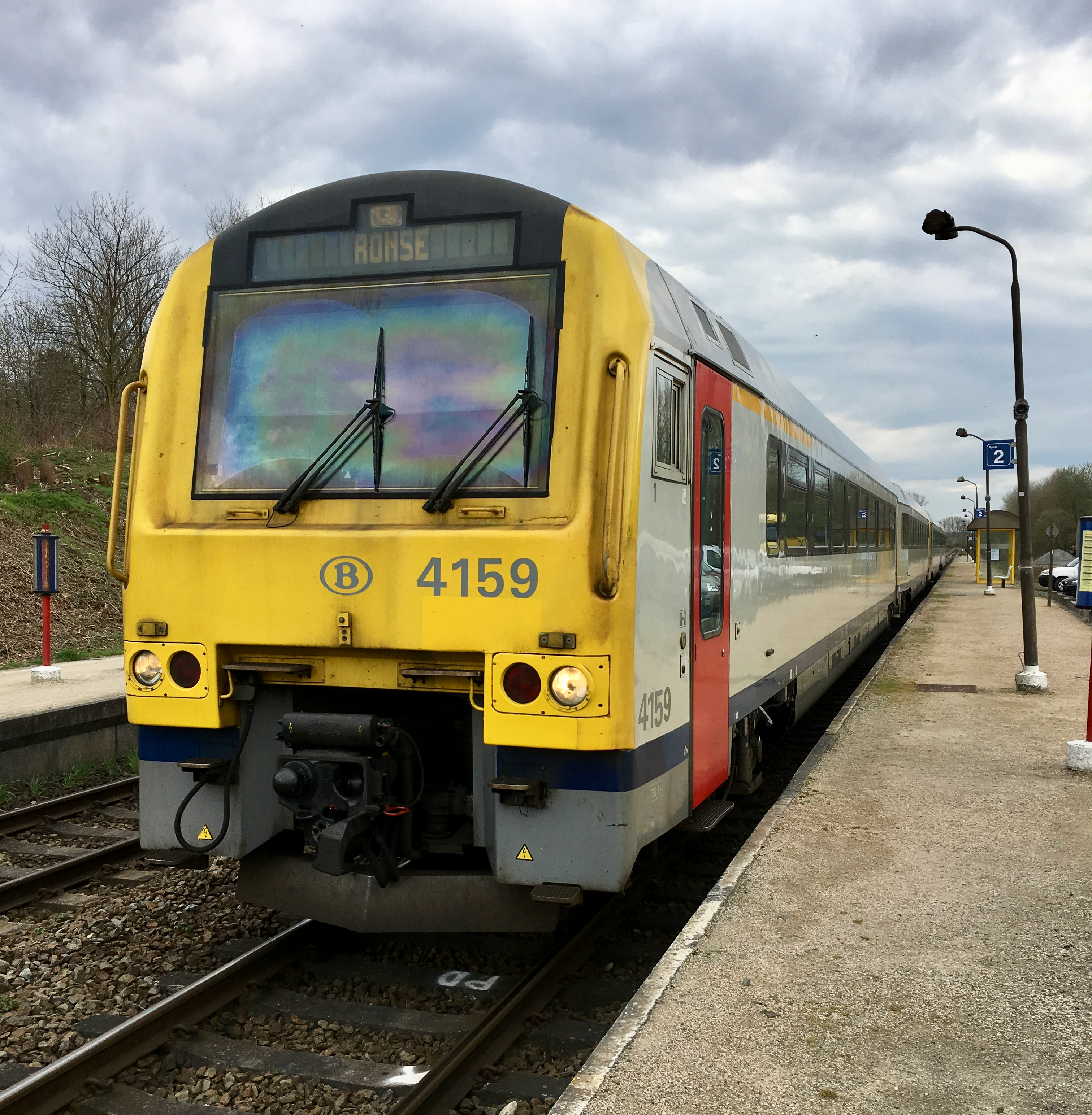
Trein naar Ronse in Moortsele

## Treindienst
| Serie       | Treinsoort          | Route                                                     | Bijzonderheden             |
| ----------- | ------------------- | --------------------------------------------------------- | -------------------------- |
| S 52        | S-trein Gent (NMBS) | Gent-Sint-Pieters – Moortsele – Zottegem – Geraardsbergen |                            |
| P 7960/8960 | Piekuurtrein (NMBS) | Geraardsbergen – Zottegem – Moortsele – Gent-Sint-Pieters | Rijdt alleen op werkdagen. |

## Reizigerstellingen
De grafiek en tabel geven het gemiddeld aantal instappende reizigers weer op een week-, zater- en zondag.
| Tabel: aantal instappende reizigers station Moortsele | Tabel: aantal instappende reizigers station Moortsele | Tabel: aantal instappende reizigers station Moortsele | Tabel: aantal instappende reizigers station Moortsele |
|                                                       | Weekdag                                               | Zaterdag                                              | Zondag                                                |
| ----------------------------------------------------- | ----------------------------------------------------- | ----------------------------------------------------- | ----------------------------------------------------- |
| 1977                                                  | 63                                                    | 17                                                    | 4                                                     |
| 1978                                                  | 79                                                    | 3                                                     | 6                                                     |
| 1979                                                  | 94                                                    | 12                                                    | 15                                                    |
| 1980                                                  | 112                                                   | 9                                                     | 11                                                    |
| 1981                                                  | 120                                                   | 14                                                    | 8                                                     |
| 1982                                                  | 113                                                   | 18                                                    | 14                                                    |
| 1983                                                  | 166                                                   | 19                                                    | 16                                                    |
| 1984                                                  | 117                                                   | 16                                                    | 13                                                    |
| 1985                                                  | 116                                                   | 21                                                    | 16                                                    |
| 1986                                                  | 130                                                   | 16                                                    | 14                                                    |
| 1987                                                  | 128                                                   | 10                                                    | 14                                                    |
| 1988                                                  | 137                                                   | 39                                                    | 30                                                    |
| 1989                                                  | 123                                                   | 26                                                    | 20                                                    |
| 1990                                                  | 121                                                   | 21                                                    | 16                                                    |
| 1991                                                  | 150                                                   | 40                                                    | 22                                                    |
| 1992                                                  | 157                                                   | 31                                                    | 27                                                    |
| 1993                                                  | 153                                                   | 35                                                    | 23                                                    |
| 1994                                                  | 110                                                   | 48                                                    | 33                                                    |
| 1995                                                  | 111                                                   | 30                                                    | 27                                                    |
| 1996                                                  | 118                                                   | 22                                                    | 30                                                    |
| 1997                                                  | 116                                                   | 37                                                    | 33                                                    |
| 1998                                                  | 158                                                   | 62                                                    | 31                                                    |
| 1999                                                  | 139                                                   | 30                                                    | 25                                                    |
| 2000                                                  | 133                                                   | 24                                                    | 24                                                    |
| 2001                                                  | 127                                                   | 40                                                    | 30                                                    |
| 2002                                                  | 133                                                   | 14                                                    | 8                                                     |
| 2003                                                  | 147                                                   | 40                                                    | 30                                                    |
| 2004                                                  | 164                                                   | 32                                                    | 26                                                    |
| 2005                                                  | 164                                                   | 45                                                    | 40                                                    |
| 2006                                                  | 141                                                   | 37                                                    | 32                                                    |
| 2007                                                  | 143                                                   | 62                                                    | 53                                                    |
| 2008                                                  | -                                                     | -                                                     | -                                                     |
| 2009                                                  | 189                                                   | 54                                                    | 43                                                    |
| 2010                                                  | -                                                     | -                                                     | -                                                     |
| 2011                                                  | -                                                     | -                                                     | -                                                     |
| 2012                                                  | 203                                                   | 54                                                    | 32                                                    |
| 2013                                                  | 174                                                   | 46                                                    | 33                                                    |
| 2014                                                  | 153                                                   | 25                                                    | 25                                                    |
| 2015                                                  | 126                                                   | 18                                                    | 13                                                    |
| 2016                                                  | 131                                                   | 37                                                    | 26                                                    |
| 2017                                                  | 126                                                   | 40                                                    | 28                                                    |
| 2018                                                  | 132                                                   | 30                                                    | 27                                                    |
| 2019                                                  | 157                                                   | 26                                                    | 21                                                    |
| 2020                                                  | 81                                                    | 31                                                    | 30                                                    |
| 2021                                                  | -                                                     | -                                                     | -                                                     |
| 2022                                                  | 120                                                   | 35                                                    | 26                                                    |
| 2023                                                  | 139                                                   | 27                                                    | 22                                                    |
| 2024                                                  | 125                                                   | 33                                                    | 29                                                    |

1,5: Gontrode ·
2,8: Landskouter ·
4,8: Moortsele ·
6,7: Scheldewindeke ·
8,9: Balegem-Dorp ·
11,8: Balegem-Zuid ·
15,4: Zottegem ·
18,4: Erwetegem ·
19,6: Sint-Maria-Oudenhove ·
22,0: Lierde ·
24,4: Hemelveerdegem ·
25,0: Gemeldorp ·
28,5: Geraardsbergen